# 安格莉卡·巴曼
安格莉卡·巴曼（德語：Angelika Bahmann，1952年4月1日—），德国女子皮划艇运动员。她曾代表东德参加1972年夏季奥林匹克运动会皮划艇比赛，获得女子单人皮艇激流金牌。